# Sceaux-d’Anjou
Sceaux-d’Anjou ist eine französische Gemeinde mit 1.161 Einwohnern (Stand: 1. Januar 2022) im Kanton Tiercé, im Arrondissement Segré, im Département Maine-et-Loire und in der Region Pays de la Loire. Die Einwohner werden Salciens genannt.

## Geographie
Sceaux-d’Anjou liegt etwa 17 Kilometer nordnordwestlich von Angers in der Segréen. Umgeben wird Sceaux-d’Anjou von den Nachbargemeinden Les Hauts-d’Anjou im Norden, Écuillé Osten und Südosten, Feneu im Süden, Grez-Neuville im Südwesten, Thorigné-d’Anjou im Westen sowie Chenillé-Champteussé im Nordwesten.

## Bevölkerungsentwicklung
| 1962                       | 1968 | 1975 | 1982 | 1990 | 1999 | 2006 | 2018 | 2019 |
| -------------------------- | ---- | ---- | ---- | ---- | ---- | ---- | ---- | ---- |
| 488                        | 503  | 455  | 607  | 710  | 721  | 769  | 1186 | 1180 |
| Quellen: Cassini und INSEE |      |      |      |      |      |      |      |      |

## Sehenswürdigkeiten

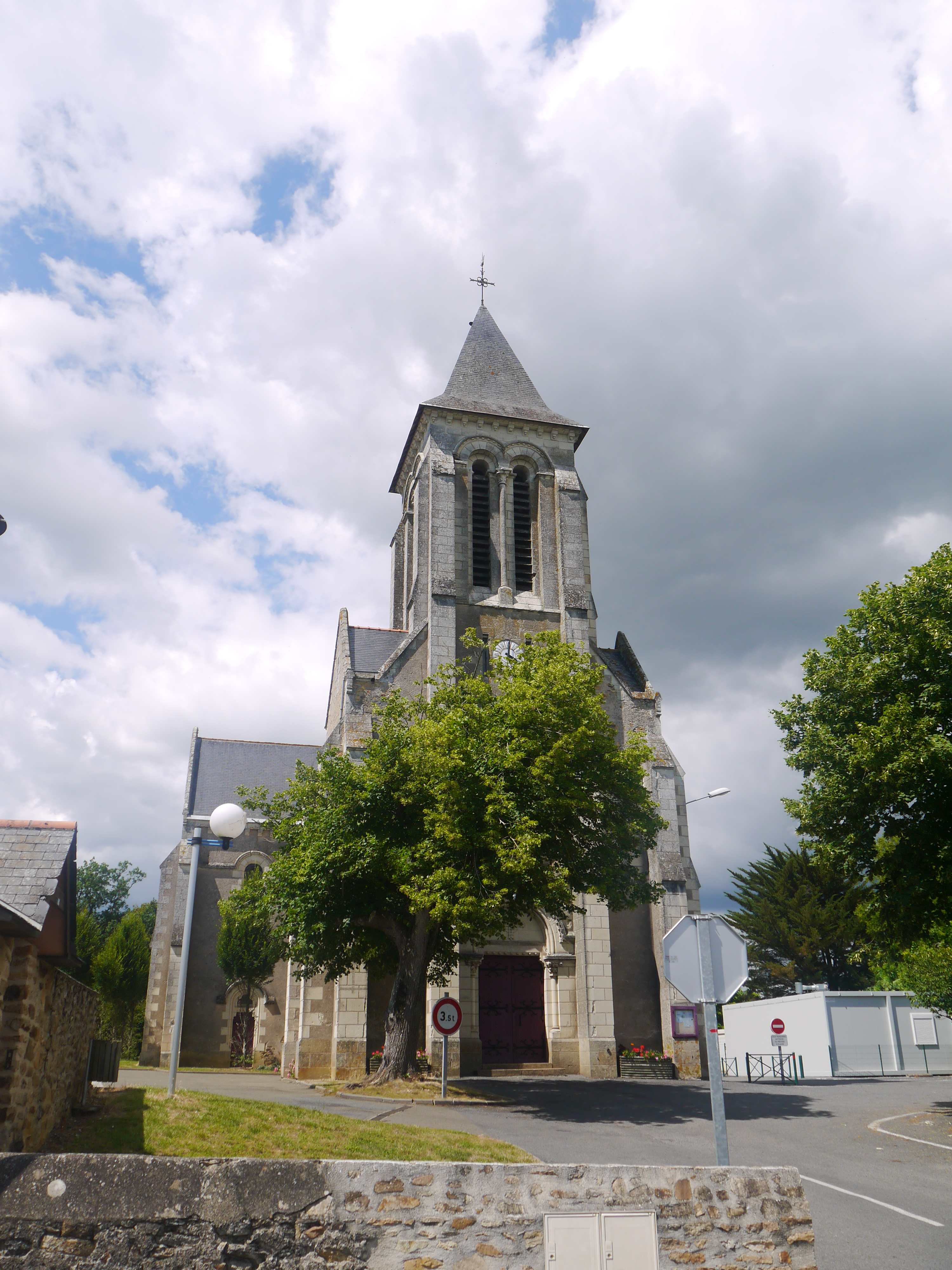
Kirche Saint-Martin-de-Vertou

- Kirche Saint-Martin-de-Vertou